# Zdena Mašínová starší
Zdena Mašínová (20. května 1907 Olomouc – 12. června 1956 Praha) byla manželka Josefa Mašína a matka Josefa, Ctirada a Zdeny Mašínových.

## Životopis

### Od narození až do konce druhé světové války

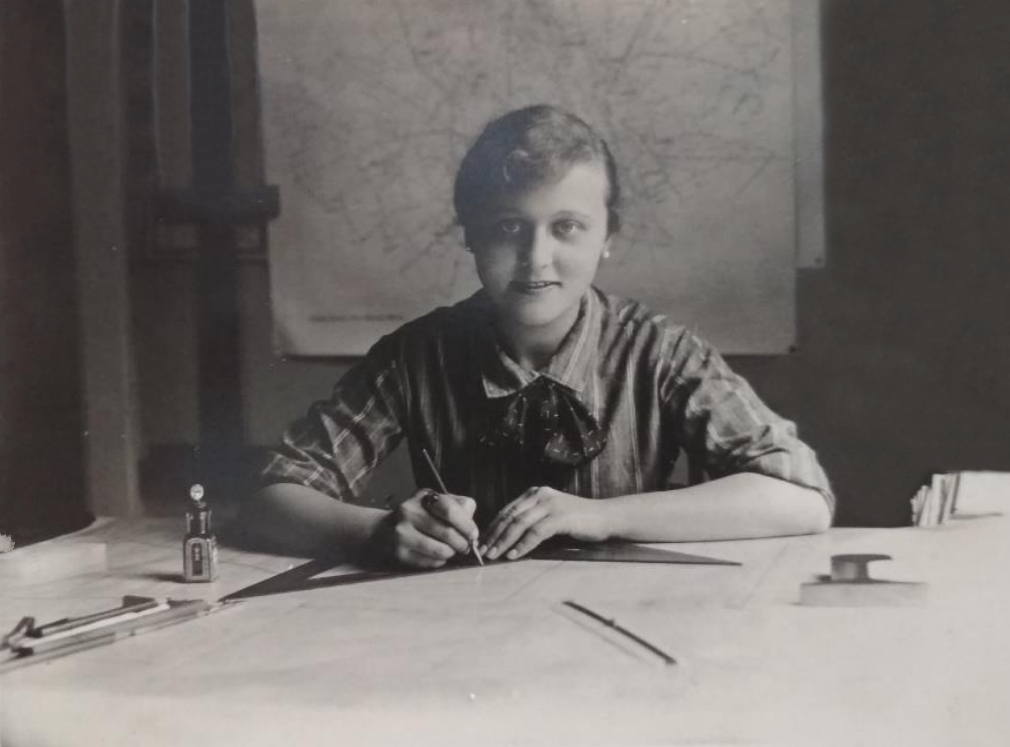
Zdena Mašínová st. v roce 1928

Zdena Mašínová se narodila 20. května 1907 v Olomouci. Po maturitě vystudovala ČVUT, obor zeměměřičství. Tento obor zde vystudovala jako vůbec první žena. V roce 1929 se provdala za majora čsl. armády Josefa Mašína, se kterým měla tři děti. Po okupaci Československa byla pro odbojovou činnost svého manžela sledována a od ledna 1942 vězněna nacisty. Propuštěna byla teprve po jeho smrti v červnu 1942.

### Po druhé světové válce až do smrti
V letech 1948 a 1949 byla členkou KSČ. V době soudního procesu s Miladou Horákovou organizovala podpisovou petici za její omilostnění. Dne 26. listopadu 1953 byla zatčena za odbojovou činnost svých synů. V komunistické věznici ji i přes její špatný zdravotní stav nechali ležet 12 měsíců bez pokrývky na betonové zemi ve vazbě v Ruzyni. Dne 3. června 1955 byla v samostatném vykonstruovaném procesu už těžce nemocná odsouzena na 25 let žaláře za údajný čin velezrady a špionáže, přičemž obžaloba požadovala trest smrti. Byla umístěna do tábora nucených prací v Pardubicích. Když se její špatný zdravotní stav (trpěla rakovinou střev) ještě více zhoršil, byla převezena do vězeňské nemocnice v Praze–Pankráci, kde 12. června 1956 zemřela. Pohřbena byla do hromadného hrobu na Ďáblickém hřbitově.

### Po sametové revoluci 1989
Dne 27. února 1991 byla rehabilitována a v roce 1998 obdržela in memoriam Řád Tomáše Garrigua Masaryka IV. třídy za zásluhy o rozvoj demokracie.

## Pietní místa

### Pamětní deska v Poděbradech

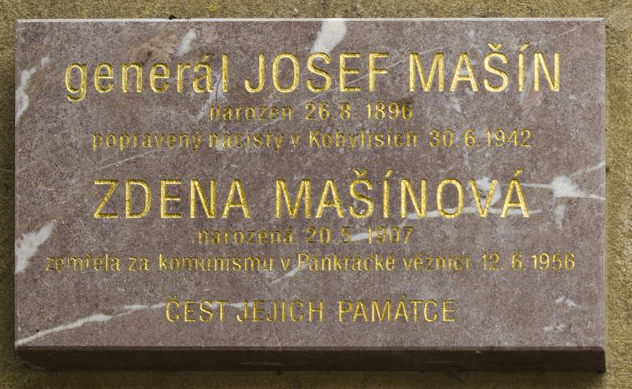
Pamětní deska v Poděbradech

Dne 28. června 2003 byla v Poděbradech na Jiřího náměstí (adresa: Jiřího náměstí 1, 290 01 Poděbrady) na prvním nádvoří zámku odhalena mramorová pamětní deska věnovaná Josefu Mašínovi a jeho manželce Zdeně Mašínové. Pamětní deska je umístěna u Pomníku obětem nacizmu a byla instalována z iniciativy Milana Paumera. (GPS souřadnice: 50°08′31″ s. š., 15°07′08″ v. d.) V centrální evidenci válečných hrobů je tato pamětní deska evidována pod označením CZE-2119-03252. Na desce je nápis: GENERÁL JOSEF MAŠÍN / NAROZEN 26. 8. 1896 / POPRAVENÝ NACISTY V KOBYLISÍCH 30. 6. 1942 / ZDENA MAŠÍNOVÁ / NAROZENA 20. 5. 1907 / ZEMŘELA ZA KOMUNISMU V PANKRÁCKÉ VĚZNICI 12. 6. 1956 / ČEST JEJICH PAMÁTCE //.

### Symbolický hrob na Ďáblickém hřbitově

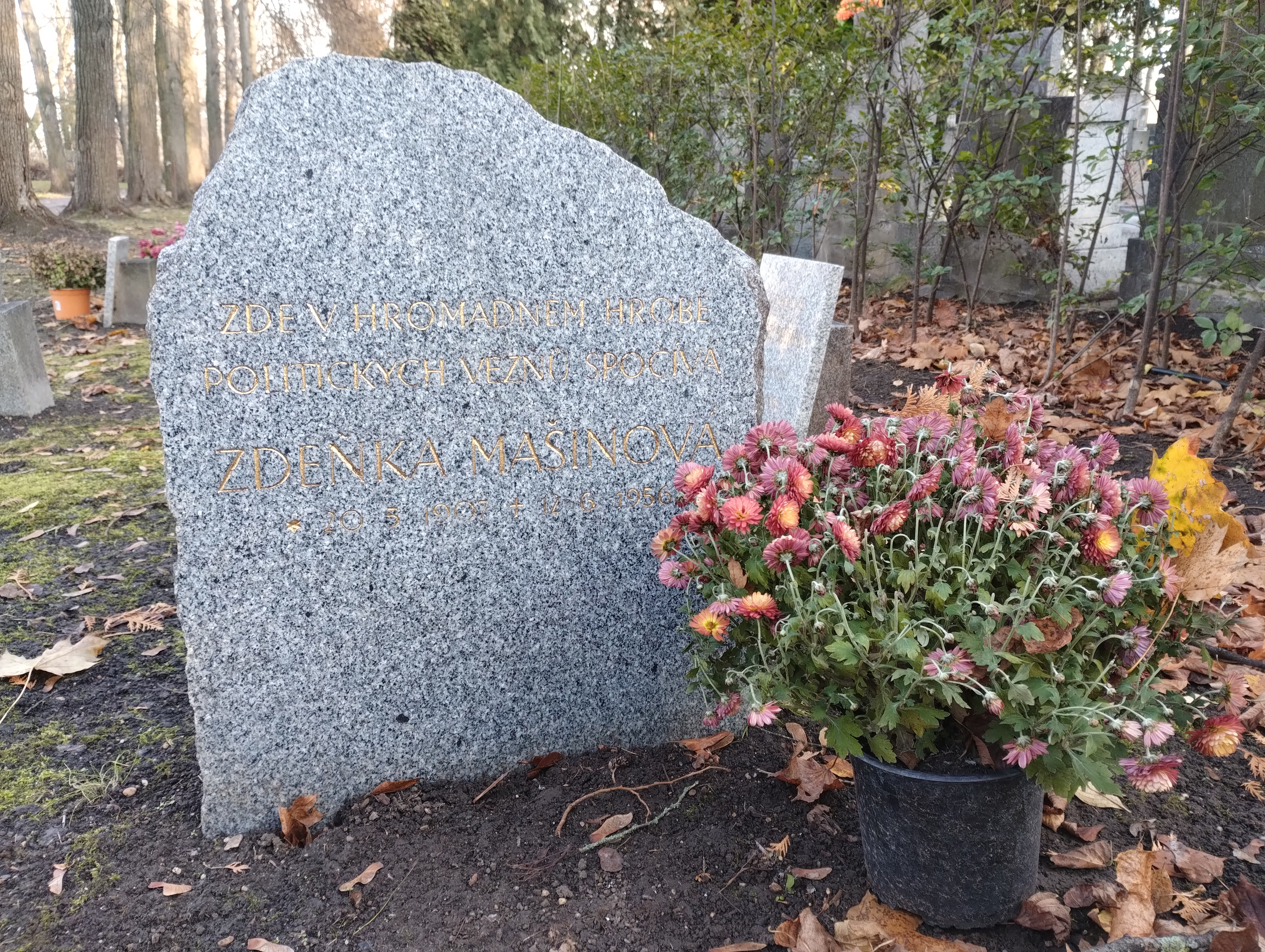
Náhrobek Zdeny Mašínové na Čestném pohřebišti na Ďáblickém hřbitově

V roce 1994 nechala dcera Zdeny Mašínové – Zdena Mašínová mladší zhotovit své matce symbolický hrob (Adresa: Ďáblická ulice, 182 00 Praha 8, GPS souřadnice: 50°08′16″ s. š., 14°28′50″ v. d.). Hrubě opracovaná mramorová deska se zlaceným nápisem je umístěna v části tzv. "dětského hřbitova". Symbolický hrob Zdeny Mašínové starší je součástí úpravy Čestného pohřebiště na Ďáblickém hřbitově. Na desce je nápis: ZDE V HROMADNÉM HROBĚ / POLITICKÝCH VĚZŇŮ SPOČÍVÁ / ZDEŇKA MAŠÍNOVÁ / *20. 3. 1907 †12. 6. 1956 // V roce 2020 zkoumali archeologové jeden z hromadných hrobů, kde byla údajně Zdena Mašínová pohřbena, její ostatky se však nepodařilo nalézt.

### Související hesla
- Emma Nováková
- Richard Hänichen